# Świebodna
Świebodna – wieś w Polsce położona w województwie podkarpackim, w powiecie jarosławskim, w gminie Pruchnik.
| SIMC    | Nazwa     | Rodzaj    |
| ------- | --------- | --------- |
| 0608598 | Dół       | część wsi |
| 0608606 | Góra      | część wsi |
| 0608612 | Jaworznik | część wsi |
| 0608629 | Nowa Wieś | część wsi |

W latach 1975–1998 miejscowość administracyjnie należała do województwa przemyskiego.